# IV. Lajos német-római császár
IV. Lajos vagy Bajor Lajos (németül: Ludwig IV. der Bayer), (1283. április 1. – 1347. október 11.) 1314-től német király, 1327-től itáliai király, majd 1328-ban koronázták német-római császárrá. A Wittelsbach-házhoz tartozó bajor herceg középkori német főnemes volt.

## Élete
1283. április 1-jén született Münchenben, II. Lajos felső-bajorországi herceg és rajnai palotagróf másodszülött fia volt. Anyja Habsburg Matilda, I. Rudolf német király lánya. Apja halála után a Habsburg-udvarban, Bécsben nevelkedett. 1294-ben apja halála után bátyja, I. Rudolf bajor herceg örökölte a felső-bajor hercegséget, de bátyja 1300-ban maga mellé emelte, mint társuralkodót. Bár anyja révén rokonságban állt a Habsburgokkal, 1307-ben vitába keveredett a családdal alsó-bajorországi birtokai miatt. 1310-ben Lajos és bátyja felosztották egymást közt a felső-bajor hercegséget, de 1313-ban az osztozkodás kapcsán háború tört ki közöttük. A Münchenben megkötött békét követően Lajos lett az egyeduralkodó.
Még ugyanabban az évben legyőzte unokatestvérét, Frigyes osztrák herceget (I. Habsburg Frigyes, később (III.) Frigyes német király), akivel az alsó-bajor hercegség örököseinek gyámsága miatt került összetűzésbe. 1313. november 9-én a Gammelsdorf közelében vívott győztes csata után Frigyesnek le kellett mondania az ifjú hercegek gyámságáról.

### Német királyság

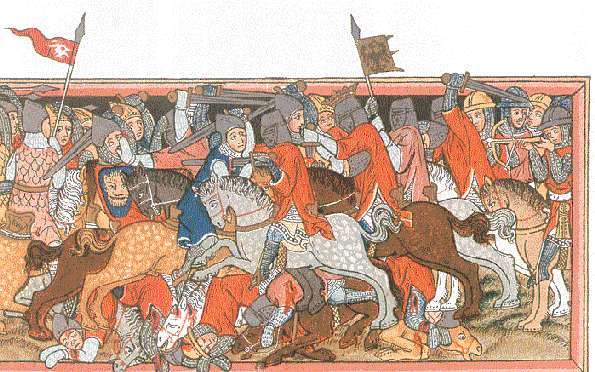
A mühldorfi csata (1322) korabeli ábrázolása

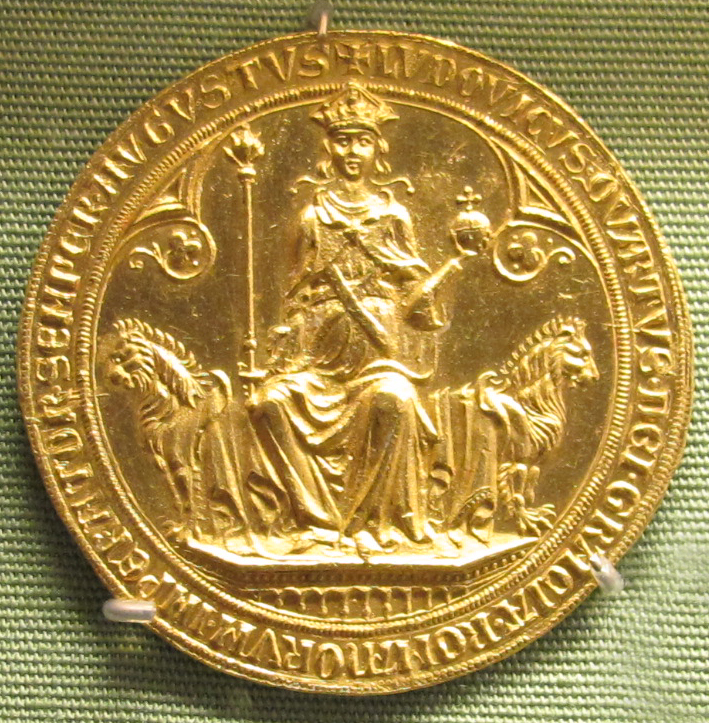
IV. Lajos arany pecsétje 1328-ból

1313 augusztusában meghalt VII. Henrik német-római császár és német király. Törvényes utódát, Luxemburgi Jánost a választófejedelmek egy része félreállította, és inkább Lajost támogatták. Ellenfele unokatestvére, Frigyes volt, akit 1314. október 19-én négy szavazattal német királynak választottak (Frigyesre szavazott Lajos bátyja, I. Rudolf rajnai palotagróf is). A következő napon azonban Péter mainzi érsek kezdeményezésére új választásra került sor, ahol Lajos már öt szavazatot kapott a mainzi, trieri, cseh, brandenburgi és szász–lauenburgi választótól.
1314. november 25-én Lajost az aacheni katedrálisban megkoronázták, míg Frigyest Bonnban koronázta meg a kölni érsek. A két király között háború tört ki, amelynek során Lajos 1316-ban elismerte Svájc függetlenségét a Habsburg hercegektől. A háborút az 1322. szeptember 28-án vívott mühldorfi csata döntötte el, ahol a Lajos által vezetett bajor csapatok vereséget mértek Frigyesre, foglyul ejtvén őt magát és 1300 osztrák nemest.
A győzelem ellenére XXII. János pápa nem ismerte el Lajos uralmát és a kettejük közötti vita 1324-ben odáig fajult, hogy a pápa kiközösítette Lajost.
Lajos három évig tartotta fogva Frigyest a trausnitzi várban, végül azonban Frigyes bátyja, I. Lipót osztrák herceg és a pápa nyomására 1325. március 13-án szabadon eresztette. Frigyes vállalta, hogy visszatér a fogságba, ha nem tudja Lipótot meggyőzni, hogy hagyjon fel az ellenállással Lajossal szemben. Mivel Lipót valóban nem akarta elfogadni Lajos uralmát, Frigyes visszatért Münchenbe, bár a pápa is felmentette Lajosnak tett esküje alól. Lajost ez a nemes gesztus annyira lenyűgözte, hogy felújította barátságát Frigyessel és megegyeztek, hogy közösen fognak uralkodni az egész birodalom felett.
Az egyezség azonban sértette a pápa és a választófejedelmek érdekeit, így az ő nyomásukra 1326. január 7-én Ulmban újabb egyezséget kötöttek: eszerint Frigyes uralkodik Németországban mint a "Rómaiak királya", míg Lajos elfoglalta a német-római császári trónt. Lipót bátyja halála után azonban Frigyes lemondott a birodalomban betöltött posztjáról, és 1330-ban bekövetkezett haláláig osztrák hercegként uralkodott.

### Német-római császárság és konfliktus a pápával

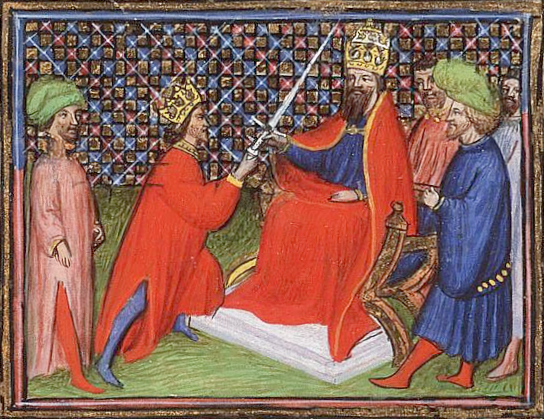
IV. Lajos udvarában fogadja és a birodalom vikáriusává nevezi ki II. Eduárd angol királyt

Az 1326-os kiegyezés után Lajos Itáliába vonult, és 1327-ben Milánóban itáliai királlyá koronázták. Lajos már 1323-ban sereget küldött Itáliába, hogy megvédjék a császárság szövetségesét, Milánót a nápolyi seregek támadása ellen, akik a francia királlyal együtt a pápát támogatták a császárság elleni harcában.
1328 januárjában Lajos bevonult Rómába, ahol az idős Sciarra Colonna szenátor, névleg a római nép kapitánya császárrá koronázta. Három hónappal később Lajos kiadott egy kiáltványt, amelyben "Jacques de Cahors"-t, azaz XXII. János pápát eretnekséggel vádolta meg, és megfosztotta a pápai címtől. Egy ferences szerzetest, Pietro Rainalduccit tett meg ellenpápának V. Miklós néven, ám 1328 augusztusában mindkettőnek menekülni kellett Rómából, mivel Róbert nápolyi király sereget és flottát küldött ellenük.
1337-ben Lajos szövetséget kötött III. Eduárd angol királlyal VI. Fülöp francia király ellenében - utóbbi XII. Benedek pápa támogatója, valamint a pápa és a császár közötti megegyezés ellenzője volt. 1338-ban Eduárd a császári udvar vendége volt, ahol Lajos a birodalom vikáriusává nevezte ki. 1341-ben azonban a szövetség felbomlott, mert úgy tűnt, hogy Lajos és Fülöp meg tudnak egyezni, erre azonban végül nem került sor.
A pápasággal folytatott további tárgyalások kudarca miatt 1338-ban hat német választófejedelem kijelentette, hogy a választófejedelmek többsége által megválasztott személy automatikusan megkapja a császári címet és nem szükséges a pápai megerősítés.

### Uralkodása

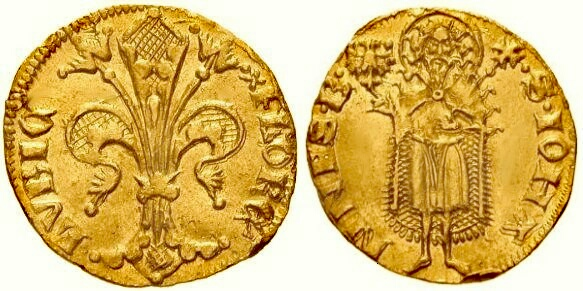
Lübecki arany gulden, 1341-ből

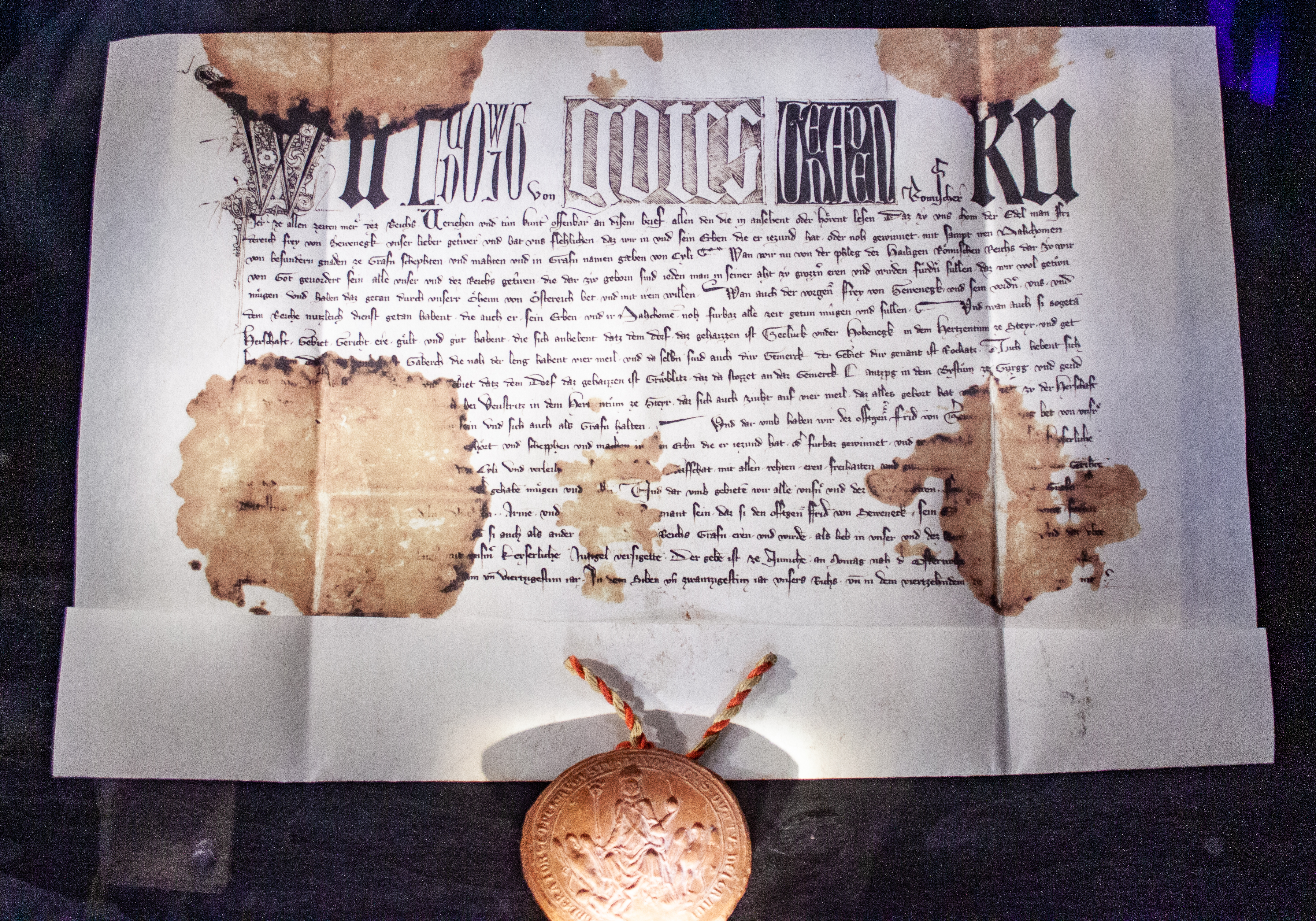
Oklevele 1341-ből, amellyel Frigyest, Saneck urát első cillei gróffá emelte

Lajos a Teuton Lovagrend erős támogatója volt. 1337-ben megbízta a rendet, hogy hódítsa meg (és térítse keresztény hitre) Litvániát és Oroszországot, annak ellenére, hogy a lovagok csak három kisebb terület meghódítására kértek engedélyt.
Energiája nagy részét a birodalom gazdaságának fejlesztésének szentelte. Ennek fontos eleme volt a városok támogatása. Számos kiváltságot adományozott, egyebek közt Frankfurtnak vásártartási jogot biztosított, Lübeck városának pedig engedélyezte, hogy arany pénzérmét verjenek.
1323-ban legidősebb fiának, Lajosnak adta a brandenburgi őrgrófságot. 1329-ben visszaadta bátyja fiainak, Rudolfnak és Rupertnek a Rajnai Palotagrófságot. 1335. május 2-án a Karintiai Hercegséget birodalmi hűbérbirtokként II. Albert és Ottó osztrák hercegeknek adományozta.
1340-ben I. János herceg halálát követően uralma alatt egyesült az egész Bajor Hercegség. 1342-ben családja számára megszerezte Tirolt, miután érvénytelenítette János Henrik morva őrgróf és felesége, Margit házasságát, és Margitot legidősebb fiához, Lajoshoz adta.

### Harca a Luxemburgi-házzal
Lajos dinasztikus politikája és külpolitikája révén számos ellenséget szerzett magának a német nemesség körében, fő ellensége a Luxemburg-ház volt. 1346 nyarán Luxemburgi Károlyt VI. Kelemen pápa támogatásával ellenkirálynak választották. Károlyt általában a pápa bábfigurájának tartották. Bár Károly nagy sereget gyűjtött, Lajos számíthatott a birodalmi városok, a teuton lovagok és az osztrák hercegek támogatására.
1346. augusztus 26-án a crécyi csata során csaptak össze az angol és a birodalmi csapatok a francia lovagokkal és támogatóikkal. Károly és apja, János is részt vettek a csatában, utóbbi életét is vesztette. Károlynak sikerült elmenekülnie. A további háborúskodásnak elejét vette, hogy Lajos 1347. október 11-én medvevadászat közben agyvérzést kapott. Lajos fiai ugyan Günther von Schwarzburgot támogatták a német trónért folytatott harcban, de 1349-ben, Günther halála után ők is Károly oldalára álltak.

## Családja és gyermekei
- Lajos első felesége Schweidnitzi Beatrix[4] (1292 – 1322. augusztus 24.) volt, akivel 1309 körül[4] házasodott össze. Házasságukból 6 gyermek született:

1. Matilda[4] (1313 – 1346. július 2., Meißen), férje 1329-től II. Frigyes meisseni őrgróf
2. fiatalon elhunyt gyermek[4] (1314 szeptembere – ?)
3. Anna[4] (1316 – 1319. január 29., Kastl)
4. Idősebb Lajos[4] (1316 májusa – 1361. szeptember 18.), V. Lajos néven bajor herceg, brandenburgi őrgróf és tiroli gróf
5. Ágnes[4] (1318 – ?)
6. István[4] (1319 ősze – 1375. május 13.), II. István néven bajor herceg

- Másodszorra Holland Margit hainaut-i és holland grófnőt[4] (1311 – 1356. június 23.) vette el 1324. február 25-én.[4] Ő 10 gyermeket szült férjének:

1. Margit[4] (1325 – 1374), akinek első férje István szlavón herceg (1332 – 1354), Károly Róbert magyar király fia. István halála után 1357/1358-ban ment feleségül Gerlach von Hohenlohe grófhoz.
2. Anna[4] (1326 – 1361. június 3., Fontenelles), férje Gyermek János bajor herceg (1329 – 1340)
3. Lajos[4] (1328 – 1365. május 14.), aki VI. Lajos néven lett bajor herceg és brandenburgi választófejedelem
4. Erzsébet[4] (1329 – 1402. augusztus 2., Stuttgart)
5. Vilmos[4] (1330. május 12. – 1389. április 15.), I. Vilmos néven bajor herceg, 1357-től Hainaut grófja, 1349-től Holland grófja
6. Albert[4] (1336. július 25. – 1404. december 13.), I. Albert néven bajor herceg, holland és hainaut-i gróf (bátyja halála után)
7. Beatrix[4] (1344 – 1359. december 25.), férje XII. Erik svéd király
8. Ágnes[4] (1345 – 1352. november 11.)
9. Ottó[4] (1346 – 1379. november 15.), V. Ottó néven bajor herceg és brandenburgi választófejedelem
10. Lajos[4] (1347 októbere – 1348)

## Fordítás
- Ez a szócikk részben vagy egészben  a   Louis IV, Holy Roman Emperor című angol Wikipédia-szócikk fordításán alapul.  Az eredeti cikk szerkesztőit annak laptörténete sorolja fel. Ez a jelzés csupán a megfogalmazás eredetét és a szerzői jogokat jelzi, nem szolgál a cikkben szereplő információk forrásmegjelöléseként.